# Салім Арібі
Салім Арібі (фр. Salim Aribi; нар. 16 грудня 1974, Батна) — алжирський футболіст, що грав на позиції захисника.
Виступав, зокрема, за клуби «Батна» та «УСМ Алжир», а також національну збірну Алжиру.

## Клубна кар'єра
У дорослому футболі дебютував 1993 року виступами за команду «Батна», в якій провів дев'ять сезонів.
Своєю грою за цю команду привернув увагу представників тренерського штабу клубу «УСМ Алжир», до складу якого приєднався 2002 року. Відіграв за команду з Алжира наступні п'ять сезонів своєї ігрової кар'єри, вигравши за цей час по два національних чемпіонати і кубки.
Завершив професійну ігрову кар'єру у рідному клубі «Батна», куди повернувся 2007 року і захищав її кольори до припинення виступів на професійному рівні у 2010 році.

## Виступи за збірну
14 травня 2002 року дебютував в офіційних матчах у складі національної збірної Алжиру в товариському матчі проти збірної Бельгії (0:0).
У складі збірної був учасником Кубка африканських націй 2004 року у Тунісі, на якому був основним гравцем і зіграв усі чотири зустрічі: з Камеруном (1:1), Єгиптом (2:1), Зімбабве (1:2), а також у чвертьфіналі з Марокко (1:3).
Протягом кар'єри у національній команді, яка тривала усього 3 роки, провів у формі головної команди країни 16 матчів.

## Досягнення
- Чемпіон Алжиру: 2003, 2005
- Володар Кубка Алжиру: 2003, 2004